# 政府観光局
政府観光局（せいふかんこうきょく）とは、対外向け観光広報を主体とする政府機関である。国・地域によって名称や位置付けが異なる。政府機関ではない組織についても広義の「政府観光局」に含める見方がある。

## 概要
政府の観光担当省庁やその外局が、自国の観光客誘致のために主要国に支局をおいて、その国の旅行会社や自国の航空会社、各メディアや通商担当省庁などと密接な関係を保ながら、ツアーパンフレット、旅行ガイドブックに掲載される写真の提供を始めとする、自国の観光情報の提供や各種宣伝、広報やイベント活動を通じて、観光客の誘致を行っている。

## 運営形態
多くの場合国単位の政府観光局しか持たないが、規模の大きな国や観光業が盛んな国の場合、連邦構成単位（州）や地方自治体で観光局を持つケースもある。たとえば、アメリカ合衆国インディアナ州は、日本にインディアナ州政府駐日代表事務所を設置している。
単独で支局開設が行えない場合には、周辺の国と共同で観光局を構えるケースもある他、その国に設置した代表部（大使館領事部、総領事館や領事館、自治体在外事務所、利益代表部、「交流協会」等）の業務範囲に含まれる（日本においては、セーシェル観光促進会など）。また、一部の支局は直営でなく、業務を委託された広告代理店や広報代理店などの一般企業が運営を行っている（日本においては、アメリカ合衆国のハワイ州観光局など）。

## 政府観光局の一覧

### 日本の政府観光局に該当する機関
- 独立行政法人国際観光振興機構（通称：日本政府観光局）
- 観光庁（2008年10月1日設置）

### 日本に駐在する主な政府観光局等

#### 国単位
- 韓国観光公社
- 台湾観光協会、交通部観光局（中華民国）
- 香港政府観光局
- マカオ観光局
- 中国文化観光部（中華人民共和国）
- フィリピン政府観光省
- ベトナム観光総局
- カンボジア政府観光局
- タイ国政府観光庁
- シンガポール政府観光局
- ドバイ政府観光商務局
- アイルランド政府観光庁
- 英国政府観光庁
- フランス観光開発機構
- ドイツ観光局
- スイス政府観光局
- イタリア政府観光局
- オーストリア政府観光局
- ベルギー観光局
- オランダ政府観光局
- スペイン政府観光局
- ポルトガル観光局
- ギリシャ政府観光局
- キプロス政府観光局
- チェコ観光局
- ロシア政府観光局
- ルーマニア政府観光局
- トルコ政府観光局
- フィンランド政府観光局
- スカンジナビア政府観光局（デンマーク、ノルウェー、スウェーデン）
- ユーゴスラビア観光局
- オーストラリア政府観光局
- ニュージーランド政府観光局
- カナダ観光局
- メキシコ政府観光局
- コスタリカ政府観光局
- フィジー政府観光局
- ケニア政府観光局

#### 州観光局
- ブリティッシュ・コロンビア州観光局
- カリフォルニア州政府観光局
- グアム政府観光局
- ハワイ州観光局

### その他の観光局
- 朝鮮民主主義人民共和国国家観光総局（朝鮮民主主義人民共和国）